# La Bretenière (Jura)
La Bretenière ist eine französische Gemeinde im Département Jura in der Region Bourgogne-Franche-Comté. Sie gehört zum Arrondissement Dole und zum Kanton Mont-sous-Vaudrey. Die Nachbargemeinden sind Orchamps im Norden, Étrepigney im Osten und im Süden und Our im Westen.

## Weblinks

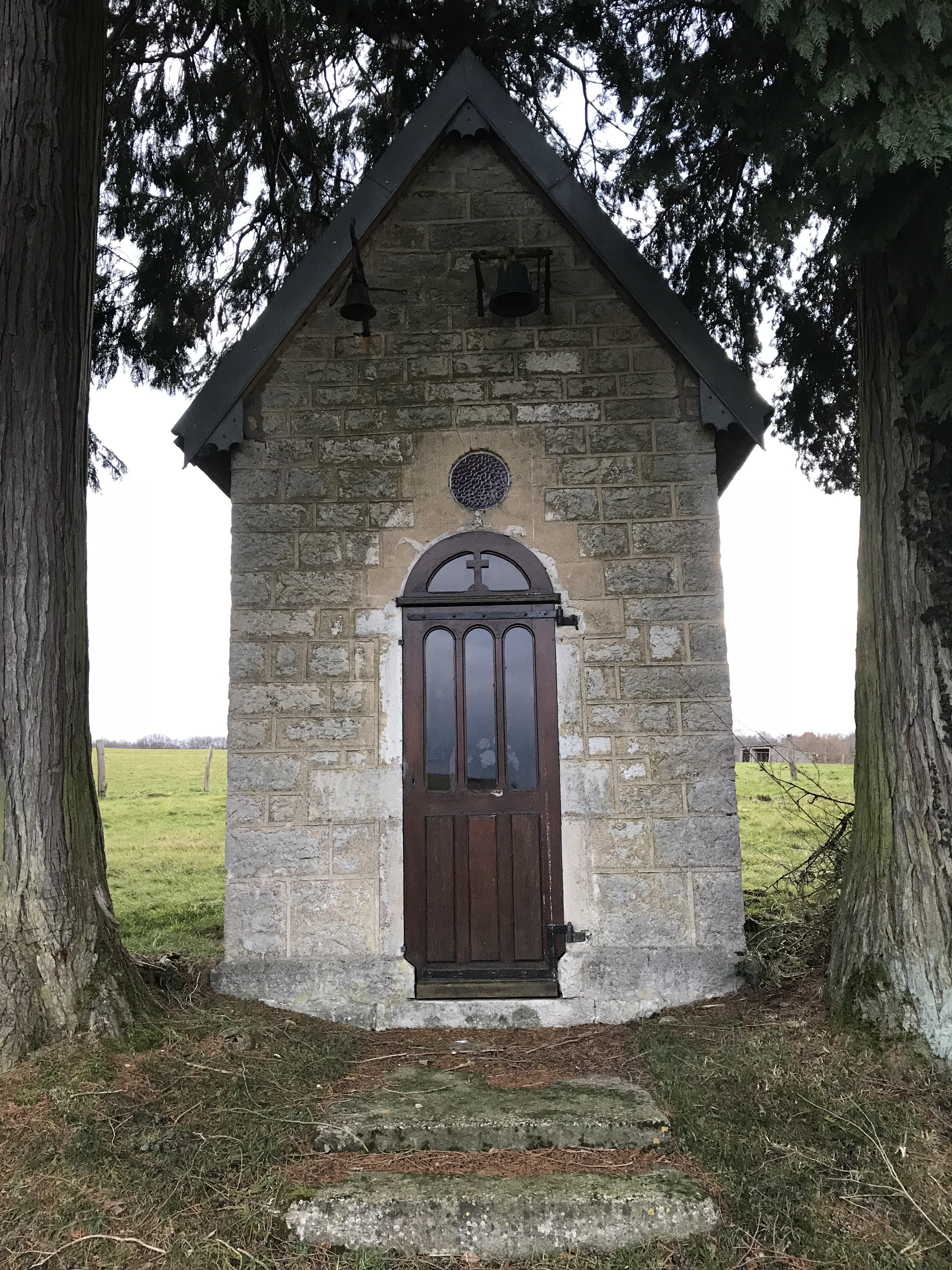
Lorettokapelle

## Bevölkerungsentwicklung
| Jahr                       | 1962 | 1968 | 1975 | 1982 | 1990 | 1999 | 2008 | 2017 |
| Einwohner                  | 108  | 115  | 99   | 126  | 137  | 165  | 190  | 220  |
| Quellen: Cassini und INSEE |      |      |      |      |      |      |      |      |